# Іраклій Костецький
Іраклій Костецький (також Гераклій; 1721, Перемишльщина — 21 червня 1768, Умань) — діяч чернечого Чину св. Василія Великого в галузі просвіти і шкільництва, місіонер-проповідник, підніс значення Теребовлянського (Підгорянського) монастиря до центру студій для чернечої молоді.

## Життєпис
Походив з Перемишльщини. У 1750—1754 роках навчався в Папській колегії у Вільно, де здобув богословську освіту (прибув на навчання 8 грудня 1750 року, а виїхав 3 жовтня 1754 року). У 1758—1764 роках — ігумен монастиря оо. Василіян у Замості (нині м. Замосць, Польща), за його настоятельства активно провадилася розбудова обителі, пожвавилася душпастирська праця («місії», їх у цей час відбулося 22) серед мирян (у тому числі й римо-католиків) Холмської єпархії та Брацлавщини (Ладижин — нині місто Вінницької області, Тетіїв, Умань, Торговиця — нині село Голованівського району Кіровоградської області). За його участю було засновано монастир василіян у Кристинополі (нині м. Шептицький).
Улітку 1765 року на прохання київського воєводи, графа Францішка Салезія Потоцького очолив новостворений Уманський монастир василіан і колегіум при ньому. Після отримання звістки про наближення до Умані гайдамаків, розуміючи небезпеку, дозволив ченцям рятуватися та розпустив по домівках частину вихованців колегіуму, а сам, передбачаючи свою кончину, залишився, однак, у місті для підтримки міщан.
Загинув разом із кількома монахами-василіянами під час «уманської різанини» після захоплення міста гайдамаками.